# Troy McLawhorn
William Troy McLawhorn, född 4 november 1968 i Fayetteville, North Carolina, är en amerikansk rock- och metalgitarrist. Han är sedan 2011 gitarrist i gruppen Evanescence tillsammans med Terry Balsamo, eftar att ha spelat med dem live under deras turné 2007. Tidigare har McLawhorn spelat i Seether, Dark New Day, doubleDrive och Still Rain.

## Diskografi
Album med Still Rain
- Still Rain
- Bitter Black Water

Album med Sevendust
- Home (1999)

Album med doubleDrive
- 1000 Yard Stare (1999)
- Blue in the Face (2003)

Album med Dark New Day
- Twelve Year Silence (2005)
- Black Porch (Acoustic Sessions) (2006)
- Hail Mary (2011)
- B-Sides (2011)
- New Tradition (2012)

Album med Seether
- iTunes Originals – Seether (2008)
- Rhapsody Originals – Seether (2008)
- Finding Beauty in Negative Spaces (2009)
- Holding Onto Strings Better Left to Fray (2011)

Album med Evanescence
- Evanescence (2011)
- Synthesis (2017)
- The Bitter Truth (2021)